# دمیرایشیک (بایبورد)
دمیرایشیک (به ترکی استانبولی: Demirışık) (به کردی: Çepe) یک منطقهٔ مسکونی در ترکیه است که در بایبورد واقع شده‌است. دمیرایشیک ۱۸ نفر جمعیت دارد.